# Доли д'Олерон
Доли д'Олерон (фр. Dolus-d'Oléron) насеље је и општина у западној Француској у региону Поату-Шарант, у департману Приморски Шарант која припада префектури Рошфор.
По подацима из 2011. године у општини је живело 3185 становника, а густина насељености је износила 109,75 становника/km². Општина се простире на површини од 29,02 km². Налази се на средњој надморској висини од 4 метра (максималној 20 m, а минималној 0 m).

## Демографија
| 1962. | 1968. | 1975. | 1982. | 1990. | 1999. | 2011. |
| ----- | ----- | ----- | ----- | ----- | ----- | ----- |
| 1.744 | 1.786 | 2.006 | 2.145 | 2.440 | 2.723 | 3.185 |

График промене броја становника у току последњих година